# 法国学堂
法国学堂（法語：École de France），现为上海科学会堂一号楼，位于上海市黄浦区南昌路47号。该建筑最初建造时为上海法国总会会址，后改建成法国学堂。建筑由法租界公董局建筑师万茨和博尔舍伦设计，姚新记营造厂承建，1917年完工。整体带有浓郁的法国风格，为法国文艺复兴特征并结合新艺术运动的装饰风格。1994年2月，该建筑入选第二批上海市优秀历史建筑。2019年10月16日，由中华人民共和国国务院以“上海科学会堂”之名公布为第八批全国重点文物保护单位。

## 历史
1917年，法国总会购入今南昌路地段，随后兴建总会会所。1926年，法国总会另于迈尔西爱路（今茂名南路）建造新屋，原会所则改捐为法国学堂。主要接收法国侨民为主的外籍侨民子女，故建筑又名法童学校。1949年5月后，上海市文化局迁入此处办公。1954年，任鸿隽向国家提议，将这里改建成科学家的活动场所。之后，时任国务院总理的周恩来亲自落实此事。1958年1月18日，文化局迁出，此处更名为科学会堂，并由时任上海市长的陈毅亲自题写了科学会堂的名称。同时，新成立的上海市科学技术协会搬入科学会堂，并一直在此办公至今。2009年，由中影集团和上影集团拍摄的电影《建国大业》在此取景，例如蒋中正的总统办公室、蒋中正和毛泽东会面场所等场景均在此拍摄。2010年2月，该建筑开始进行大修工程。

## 建筑
法国学堂主体坐北朝南，成对称布局，为砖混结构建筑，占地15800平方米，总建筑面积为11378平方米。主入口位于北向的南昌路上，正中为入口。入口处同时配有停车门廊。建筑的主立面朝南，面对院内6000平米的花园和复兴公园。房屋为上下两层，外墙原采用鹅卵石贴面，现在加涂米黄色涂料以保护墙面。窗洞均砌成半圆或弧形券状，并配置法国式大落地木窗。另外，一层和二层都由长形宽阔外廊，一层外廊突出部分更加盖坡型屋檐。并且屋檐由曲线型斜撑木牛腿支撑。建筑物顶部由五个四坡形的结构和两个两坡顶共同构成一个大屋顶。东西两端的屋顶为盔式四坡顶。中部屋顶为法国孟莎式屋顶，南立面更设置有山花装饰并嵌入一座圆形时钟。同时，屋面全部覆盖法国红平瓦。
南北入口由大型门厅相通，门厅两侧为分上的双合式的楼梯，扶手为铜铸，楼梯地板为硬木地板。建筑内部地面、墙面腰线多采用木质精装修。

## 图片册

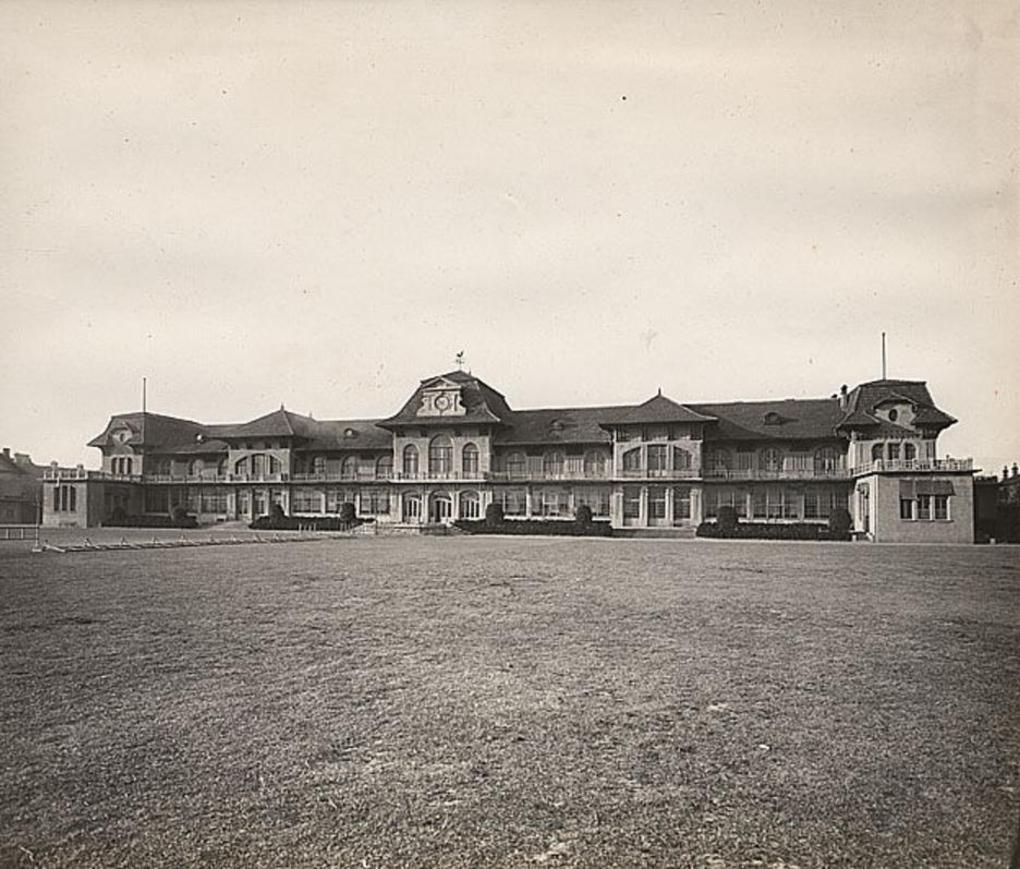
1927年的法国学堂
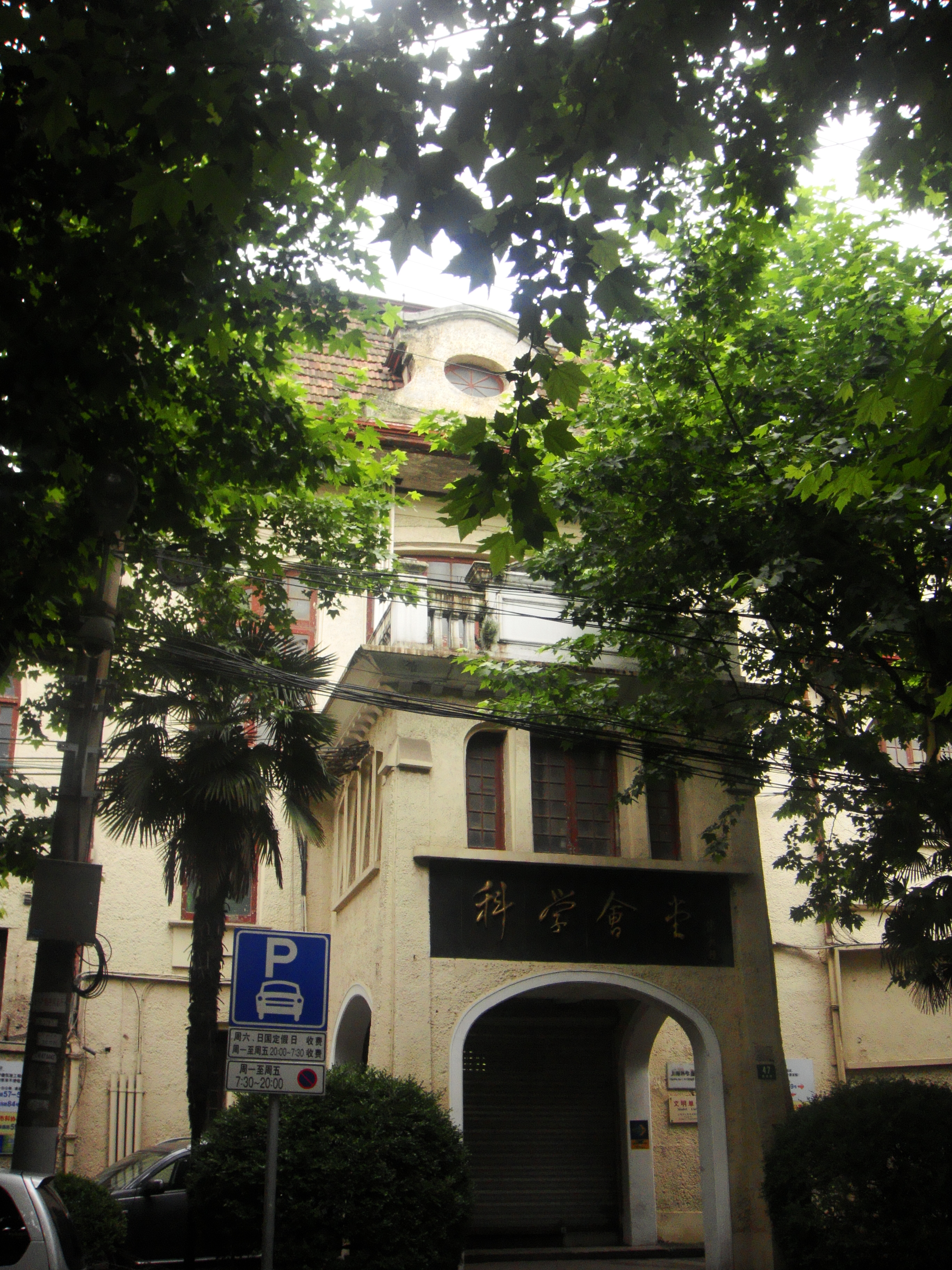
法国学堂北向正门，上挂陈毅手书“科学会堂”
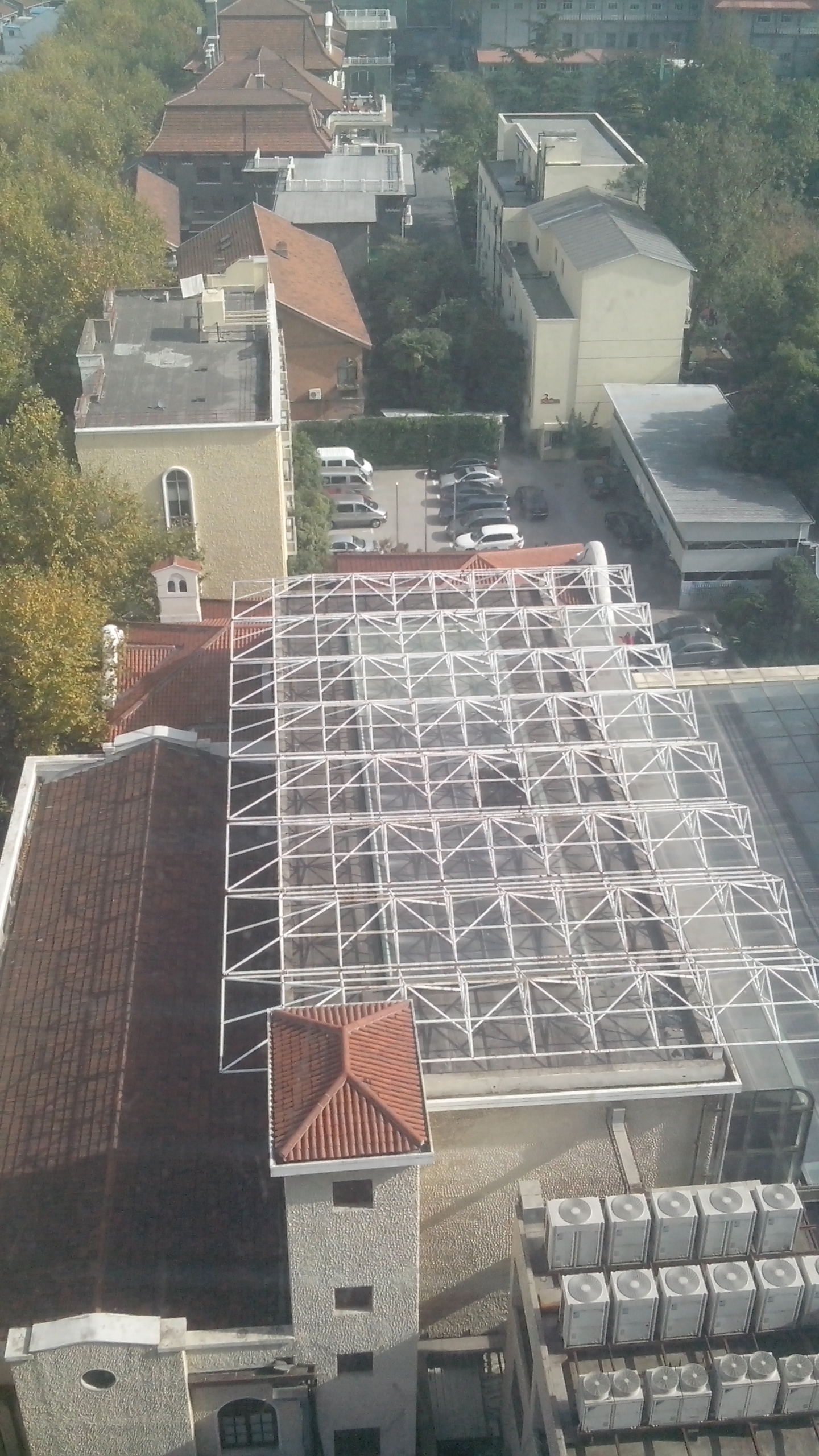
从科学会堂新楼俯拍的原法国学堂
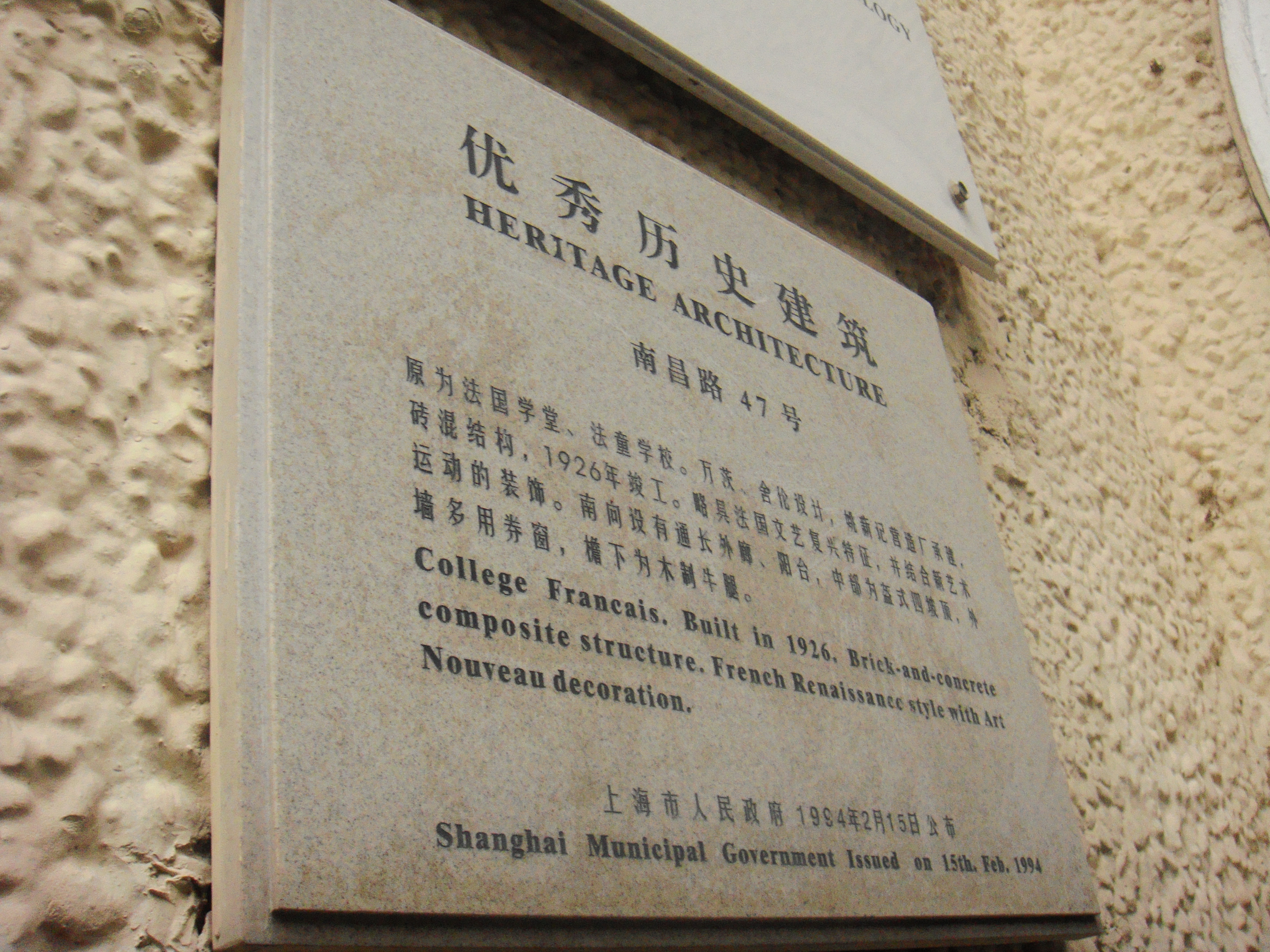
上海优秀历史建筑--法国学堂铭牌